# Hans-Peter Müller
Hans-Peter "Hansi" Müller, (Stuttgart, 27 de juliol de 1957 és un exfutbolista alemany.